# Kekedina
Kekedina  o Kékédina è un comune del Ciad situato nel dipartimento di Kanem, provincia di Kanem.